# Gaius Considius Longus
Gaius Considius Longus († 46 v. Chr.) war ein dem Plebejergeschlecht der Considier entstammender Politiker und Feldherr der ausgehenden Römischen Republik. Als Anhänger des Gnaeus Pompeius Magnus übte er im römischen Bürgerkrieg in Afrika militärische Befehlsgewalt aus und wurde nach dem Sieg Gaius Iulius Caesars bei Thapsus auf der Flucht ermordet.

## Leben
Das erste bekannte Amt des cursus honorum des Gaius Considius Longus, dessen Vater ebenfalls das Pränomen Gaius führte, ist die Prätur, die er in einem nicht genau bekannten Jahr vor 54 v. Chr. ausübte. Anschließend war er als Proprätor von etwa 53 bis 50 v. Chr. Statthalter der Provinz Africa. Da er Konsul werden wollte, verließ er noch vor dem Ablauf seiner Amtszeit Ende 50 v. Chr. seine Provinz, deren Verwaltung er seinem Legaten Quintus Ligarius anvertraute, und ging zwecks seiner beabsichtigten Konsulatskandidatur nach Rom. Diese Bewerbung scheiterte aber.
Als Anfang 49 v. Chr. der Bürgerkrieg zwischen Caesar und Pompeius begann, stand Considius Longus auf der Seite des Letzteren. Mit anderen Pompeianern begab er sich wieder nach Africa, wo er ebenso wie Publius Attius Varus laut einer Inschrift aus Curubis (dem heutigen Qurba in Tunesien) als legatus pro praetore fungierte und dabei militärisch zuerst Pompeius und nach dessen Tod 48 v. Chr. dem neuen pompeianischen Oberbefehlshaber in Africa, Quintus Caecilius Metellus Pius Scipio, unterstellt war. Mit einer Streitmacht in der Stärke von einer Legion sicherte er sich den Besitz der Küstenstadt Hadrumetum (heute Sousse) und wirkte im Juni 49 v. Chr. (nach dem Julianischen Kalender) an der siegreichen Bekriegung des in Afrika gelandeten Caesarianers Gaius Scribonius Curio mit. Zusammen mit Attius ließ er Curubis befestigen und erhöhte bis zum Jahr 47 v. Chr. die Truppenstärke in Hadrumetum auf zwei Legionen und 700 Kavalleristen.
Nachdem Caesar im Oktober 47 v. Chr. (julianisch) in Afrika gelandet war, versuchte sein Feldherr Lucius Munatius Plancus mit Considius Longus zu verhandeln und ließ ihm zu diesem Zweck einen Brief durch einen Gefangenen überbringen. Dieser wurde jedoch auf Befehl des Considius Longus hingerichtet und der Brief ungelesen an Metellus Scipio weitergeleitet. Als Considius Longus erfuhr, dass Acylla sich Caesar zu ergeben versprochen hatte, marschierte er gegen diese Stadt, doch hatte sie bereits vor seiner Ankunft eine caesarianische Garnison aufgenommen. So zog er wieder ab, begann dann aber nach dem Erhalt von Verstärkungstruppen mit ihrer Belagerung. Auf eine falsche Nachricht hin zog er erneut ab, übergab ein Kontingent seines Heeres an Metellus Scipio und begab sich wieder nach Hadrumetum. Später kommandierte er eine starke Besatzungstruppe und Gladiatoren in der Stadt Thysdra (dem heutigen El Djem). Auf die Meldung hin, dass Caesar seine Gegner in der Schlacht bei Thapsus entscheidend geschlagen hatte (7. Februar 46 v. Chr. julianisch = 6. April 46 v. Chr. vorjulianisch) und Gnaeus Domitius Calvinus gegen Thysdra vorrückte, floh Considius Longus mit seinem ganzen Geld, um nach Numidien zu seinem Verbündeten Juba I. zu entkommen, wurde aber während der Flucht von den wenigen ihn begleitenden Gaetulern ermordet, da diese es auf sein von ihm mitgeschlepptes Vermögen abgesehen hatten. Sein Sohn Gaius Considius Paetus geriet in die Gefangenschaft Caesars, der ihn aber begnadigte.